# امریکاس (کلرادو)
امریکاس، کلورادو (به انگلیسی: Americus, Colorado) یک منطقهٔ مسکونی در ایالات متحده آمریکا است که در کلرادو واقع شده‌است.

## خصوصیات
امریکاس ۲٬۵۰۰ متر بالاتر از سطح دریا واقع شده‌است.